# 绥德州
绥德州，金朝时设置的州。
大定二十三年（1183年）升绥德军置，治所在今陕西省绥德县。属鄜延路。元朝属延安路。明朝属延安府。清朝雍正三年（1725年）为绥德直隶州，属陕西省。乾隆元年（1736年）辖境相当今陕西省米脂、子洲、绥德、吴堡、清涧等县区域。1913年废。 